# Республика Плоешти

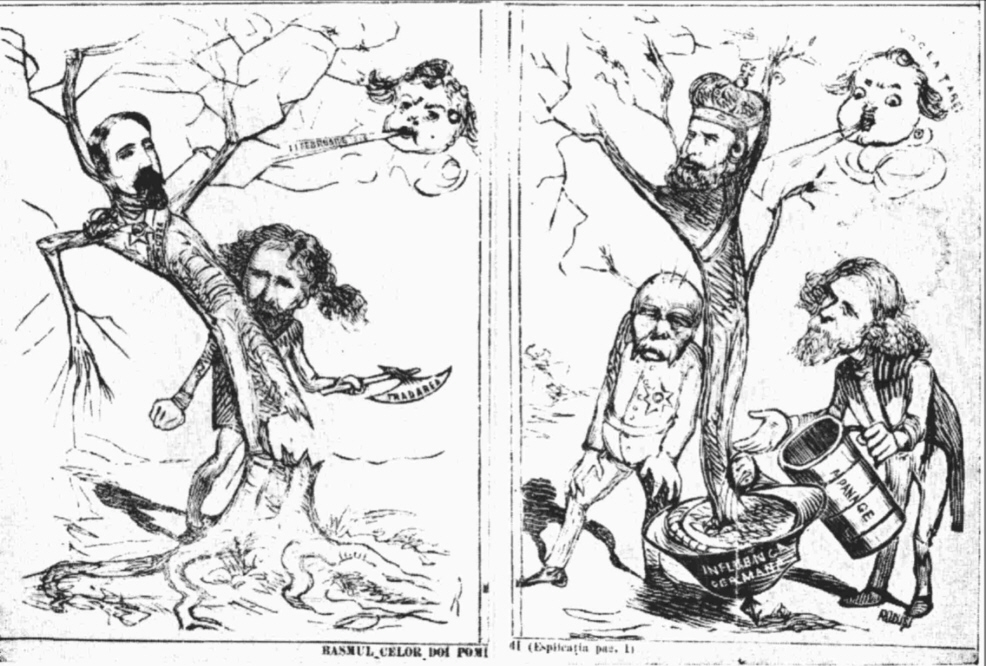
Политическая карикатура на положение дел в стране. Слева: Ион Брэтиану пытается свергнуть Александру Кузу. Справа: Отто фон Бисмарк и Ион Брэтиану предоставляют Каролю I «покровительство» и «экономические привилегии»

Респу́блика Плое́шти (рум. Republica de la Ploiești) — самопровозглашённое государственное образование в Плоешти, просуществовавшее одни сутки — с 8 на 9 августа 1870 года.
Республика была провозглашена румынскими либералами в ходе народных выступлений, которые проходили по всем Соединённым княжествам Молдавии и Валахии (будущему Королевству Румыния). К тому моменту господарь княжеств Кароль I, в 1866 году приведённый к власти посредством переворота «Чудовищной коалиции», в которую входили и либералы, вскоре оказался их противником. Левое крыло либералов («красные») во главе с министром первого правительства Кароля Константином Розетти, равно как и отстранённый от власти либеральный лидер Йон Брэтиану, вынашивали республиканские проекты.
Вечером 8 августа в городе состоялся съезд либералов, где обсуждалось свержение монархии в Румынии и создание румынской республики. На съезде было принято решение провозгласить в Плоешти республику. Вечером того же дня бескровно были захвачены все государственные учреждения. Новая администрация города во главе с Александру Кандиано-Попеску провозгласила Плоешти отдельной республикой.
На другой день (9 августа) в город прибыли регулярные румынские войска, которые арестовали новую администрацию. Некоторые участники переворота отрицали свою причастность к нему. Ликвидация республики и дальнейшие действия Кароля I взволновали умеренных либералов в Бухаресте, которые начали вести более лояльную к князю политику.